# Pedro Fernández de Murcia
Pedro Fernández, de Murcia (Murcia, 1480 circa – dopo il 1521), è stato un pittore spagnolo.

## Biografia
Fu un pittore spagnolo attivo tra la fine del Quattrocento e il primo quarto del Cinquecento. Conosciuto dalla critica come Pseudo-Bramantino.

## Opere
- 1501/1502 "La adoratión de los pastores" Castello di Celle
- 1504 tavola con "Vergine ed il Bambino tra i santi Giovanni Battista e Pietro" Monastero di San Gregorio Armeno (Napoli)
- 1504-05 circa "Adorazione dei Pastori", Villahermosa Zaragoza
- <1508 "San Giovanni Battista", Norton Simon Museum Pasadena (Ca)
- 1507 o 1518-20 "Adorazione dei pastori"
- 1508 affreschi volta cappella Carafa
- "Sacra Famiglia"
- "polittico della visitazione" Santa Maria delle Grazie, Capo di Napoli
- 1511-12 "San Biagio", Museo Nazionale d'arte della Catalogna, Barcellona
- 1511-12 circa "polittico di San Gregorio Armeno"
- 1512-1513 circa "Andata al Calvario", Chiesa San Domenico Maggiore (NA)
- 1513-1514 "Visione del beato Amedeo Lusitano da Sylva", Galleria di palazzo Barberini, Roma
- 1514 "San Francesco d'Assisi riceve le stimmate"
- 1516 "Assunzione della Vergine", chiesa francescana di San Lorenzo (Pisciarelli di Bracciano)